# Zachiversk
Zachiversk (russe : Зашиверск; iakoute : Зашиверскай) était un refuge russe du cercle arctique en Iakoutie. Établi en 1639 à l’intérieur d'un méandre prononcé en rive droite de l’Indiguirka, ce fort faisait fonction de siège administratif pour toute la province. En 1803, les administrations furent transférées à Verkhoïansk, puis la population fut décimée par une épidémie de variole. C'était en 1898 (et même selon certaines sources dès 1863) une ville-fantôme.
L'église Spaso-Zachiverskaya (édifiée en 1700) fut transférée à Novossibirsk par Alekseï Okladnikov. Aujourd’hui elle se trouve au Musée de l’Institut Archéologique de l'Académie des Sciences de Russie.

## Une colonie de Sibérie
Vers la fin du Temps des troubles (Russie), de petits groupes de Russes s'aventurèrent dans l’Extrême-orient Arctique et colonisèrent la région en deux vagues distinctes : l'une venue des confins de la Mer Blanche et l'autre des Monts Oural. En 1639, l'expédition de Postnik Ivanov, un Cosaque de Transbaïkalie, parvint sur le méandre de Zachiversk et y hiverna. L'endroit, situé en aval des rapides (« remous », шиверы, en dialecte sibérien, d'où le toponyme Zachiversk) de l’Indiguirka, à quelque 870 kilomètres en amont de son embouchure, formait un carrefour entre la voie fluviale de la Kolyma et le district autonome de Tchoukotka, et la route (piste du Tsar, царская дорога) reliant Iakoutsk à Nijnekolymsk. Postnik signale l'abondance de la région en zibelines et en poisson, ainsi que la présence de populations de sédentaires indigènes et de nomades ; il insiste sur les bijoux d’argent qu’arborent les Ioukaghirs. La fondation d'une voïvodie à Iakoutsk accompagna la fondation d’une colonie permanente pour exploiter ces richesses naturelles.

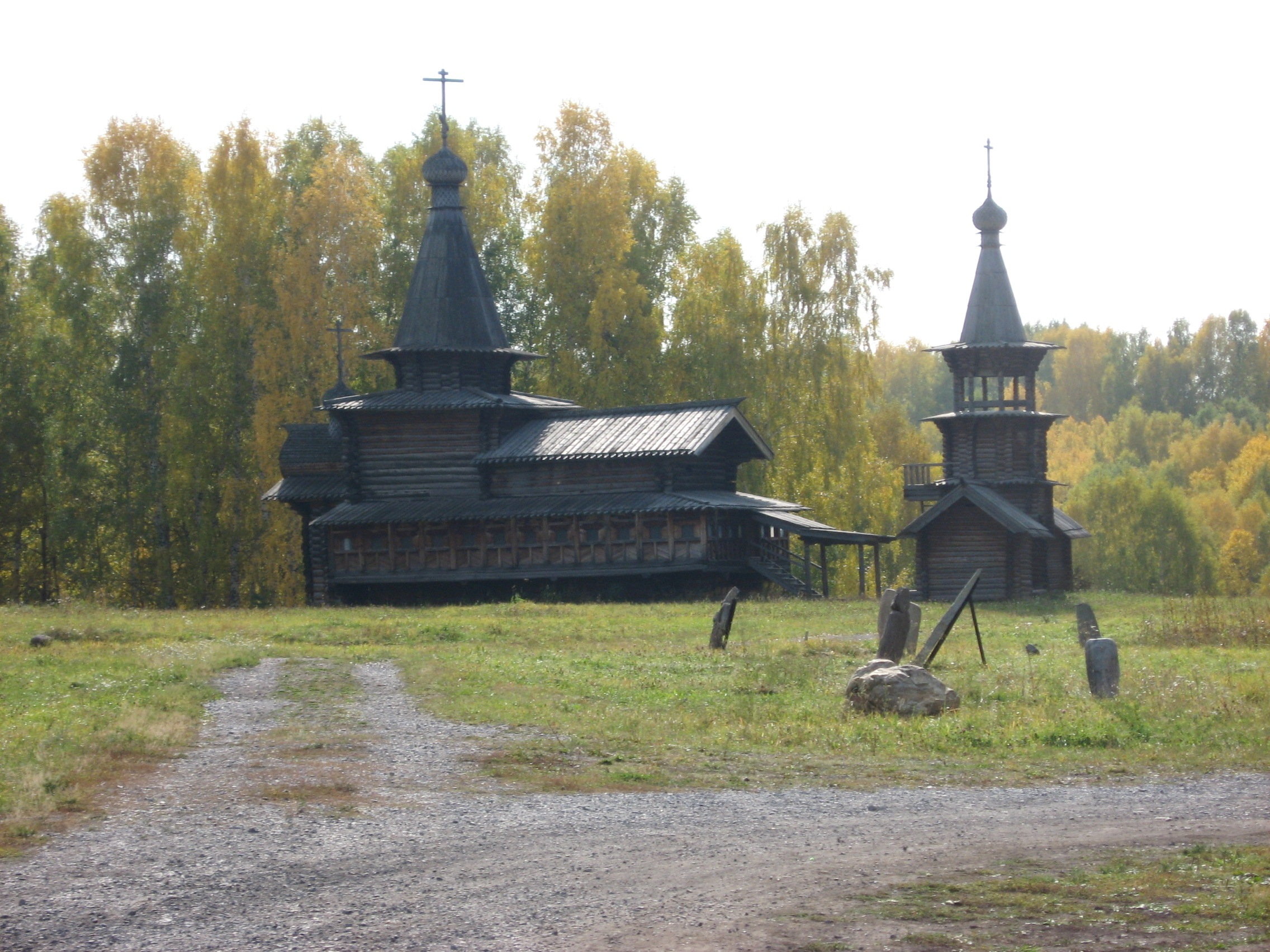
L'église en bardeaux de Zachiversk (édifiée vers 1700) a été démontée et reconstruite pièce par pièce à Akademgorodok...

Les Russes alourdirent la taxation des indigènes par la collecte du « iassak », impôt en fourrures de zibelines, et ils bafouaient régulièrement leurs droits coutumiers ; les indigènes tentèrent d'échapper à ces exactions en émigrant vers d'autres régions. Par deux fois, en 1668 (Forsyth: 1666-1667) et en 1679, les Lamoutes se révoltèrent ouvertement, mais dans Zachiversk assiégée, les colons prirent le meilleur puis ils fortifièrent leur camp d'une palissade, d'un genre unique dans toute la vallée de l’Indiguirka. Découragés par les batteries de canon de la forteresse, les Lamoutes se rabattirent sur convoi russe se rendant de la vallée de la Iana à Zachiversk, qu'ils pillèrent. Ils maintinrent une résistance farouche jusqu'en 1692 ; vers 1700 les Lamoutes et les Ioukaguirs étaient soumis à l’autorité du tsar, ce qui mit d'ailleurs un terme aux rivalités entre clans.
L’église du Saint-Sauveur, en bardeaux, a été édifiée en 1700. L'explorateur Dimitri Laptev se plaignait en 1741 que l’église de Zachiversk fût encore à l'époque l'unique église orthodoxe entre l'embouchure de la Léna et Anadyr. L'un des prêtres de l’église de Zachiversk, le père Alexeï Sleptsov, était le fils exilé de l'ancien gouverneur de Moscou, Ivan Sleptsov. En 1735, il obtint l'autorisation de prêcher à condition de ne plus quitter Zajiversk. C'est là qu'il mourut en 1783, âgé de 74 ans ; son apostolat fut repris par son fils Mikhail qui devait atteindre l'âge exceptionnel de 87 ans.

## Prospérité

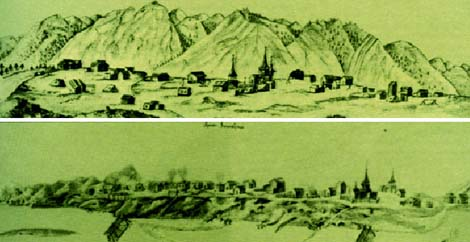
Dessin de Zachiversk entre 1785 et 1792 par Lucas Voronine, reproduit dans l'édition de 1948 des Mémoires de Ferdinand von Wrangel.

Zachiversk devint peu à peu un comptoir dont la foire annuelle attirait les trafiquants de fourrures de tous les points de l'Extrême-Orient. En 1786, cette croissance se trouva stimulée par l'institution d'un ouiezd ; l'arrivée de fonctionnaires et de leur domesticité fit bientôt de l'endroit une petite ville dotée d'une mairie, d'une police forte de 30 cosaques, de sa propre prison force et d'une taverne. La population était alors de 500 habitants, dont 64 soldats et 8 prêtres. Cette prospérité était manifeste pour les explorateurs Gavriil Sarytchev et Joseph Billings, qui vantèrent dans leurs rapports l'hospitalité de l'ispravnik local, Ivan Banner, un Danois  au service du tsar. Banner, hormis ses fonctions quotidiennes de chef de la police, poursuivait activement une politique d'assimilation des Tchouktches, tout en réprimant les activités des trappeurs étrangers. Par la suite il travailla pour la Compagnie russe d'Amérique.
Le blason de Zachiversk fut approuvé au mois d'octobre 1790, en même temps que celui des autres villes du gouvernement d'Irkoutsk. Selon l'armorial, le renard vermeil sur champ noir symbolise le trafic des fourrures en tant que principale ressource pour la population. Mais la surexploitation tout au long du XVIIIe siècle avait fini par rendre la région stérile ; la raréfaction des animaux à fourrure sonna le glas de cette petite ville de marche : en 1803, la fermeture du marché de Zachiversk s'accompagna de la dissolution de l'ouiezd, et toutes les administrations furent transférées à Verkhoïansk.

## Le déclin
L’explorateur Ferdinand von Wrangel, qui parcourut la Sibérie au cours de l'été 1820, était parvenu à Zachiversk au mois d’octobre. Il observa que, bien qu'en 1786 le comptoir eût grandi jusqu'à la taille de trente maisons (au lieu des yourtes antérieures), après la fusion des ouiezds de Verkhoïansk et de Zachiversk ce dernier « avait replongé dans sa désolation première. » Dès 1820 la ville ne comptait plus que cinq foyers : deux familles de Russes, un postier iakoute, enfin le missionnaire orthodoxe Mikhaïl et son frère. Wrangel fut surpris de trouver l'église en parfait état, malgré l'âge fort avancé (87 ans) du père Mikhaïl. Ce dernier avait prêché à travers l'Arctique pendant soixante ans, évangélisant environ 15 000 indigènes, et malgré son âge il était encore capable de parcourir sa gigantesque paroisse à cheval, tout en chassant dans les montagnes pour se nourrir. Mikhaïl était d'ailleurs le seul colon sachant faire pousser des choux et des légumes pendant le court été arctique. Les Iakoutes de la paroisse du père Mikhaïl étaient tenus à l'écart par les riches éleveurs nomades et les tribus les plus déshéritées, les « Iakoutes du fleuve », qui ne survivaient que par la pêche, n'élevant que des chiens d'attelage. Zachiversk conservait encore une fonction logistique cruciale : le séjour de Wrangel coïncidait avec le passage du convoi de ravitaillement en sel et en farine destiné à Nijnekolymsk; les chevaux de la caravane étaient fournis par les Iakoutes.
John Dundas Cochrane, qui s'est rendu à pied à Zachiversk au mois de décembre 1822, regrettait que « De tous les endroits que j'ai pu voir portant le nom de ville ou de village, celui-ci est le plus horrible et le plus désolé : mon sang se glaçait d'effroi en apercevant l'endroit et à mesure que je m'en approchais. » Il dénombre sept maisons individuelles : deux prêtres, une veuve, deux sous-officiers, un postier et un trappeur : « Il m'est arrivé de voir un navire de commerce armé de soixante canons et n'ayant que quinze hommes d'équipage, mais je n'avais jamais vu de ville n'ayant que sept habitants... » Cochrane vante l’hospitalité de ces gens qui lui ont permis de « vivre dans le luxe » avec « quantité de poisson ... le plus grand délice que j'aie jamais goûté. »

## La ville-fantôme
Wrangel et Cochrane se sont rendus à Zachiversk après la première épidémie de variole en 1816. L'épidémie suivante, en 1840, décima les derniers colons (ou, selon certaines sources, ne laissa qu'une fillette en vie). La désertification de Zachiversk est à l'origine d'un mythe: des trafiquants ayant découvert un coffre abandonné sur la place du village, un chamane s'avisa d'en interdire l'ouverture, mais un prêtre orthodoxe étant d'avis différent, on l'ouvrit... libérant la Grande Faucheuse. Selon George Kennan, en 1879, la bureaucratie estimait que la ville était toujours habitée, et elle y dépêcha Hermann Schiller, un exilé politique de Poltava, condamné à se rendre à pied à Zachiversk, à 6 000 km de là. Ce n'est qu'à l'annonce de l'état de désertification de l'ancien comptoir qu'on emmena Schiller à Srednekolymsk. On trouve un récit semblable dans Une pincée de sel d’Adam Szymanski.
Officiellement, Zachiversk n’a cessé d'exister qu'en 1890. Harry de Windt, qui a parcouru la région en 1902, témoigne que Zachiversk était alors abandonnée, mais ses ruines étaient bien visibles. Il relève d'ailleurs que les atlas britanniques de l'époque en marquaient encore l'emplacement et sur la carte d'État-Major de la Russie de 1883.